# Esplanade Saint-Louis
L'esplanade Saint-Louis est une voie du 12e arrondissement de Paris, en France.

## Situation et accès
Elle est située dans le bois de Vincennes.
Elle est desservie par la ligne 1 aux stations Château de Vincennes où Bérault.

## Origine du nom
Elle doit son nom au roi de France Saint Louis (1214-1270).

## Historique
Le 11 mars 1918, durant la première Guerre mondiale, la cour du quartier de cavalerie Carnot est touchée lors d'un raid effectué par des avions allemands.

## Bâtiments remarquables et lieux de mémoire
- Quartier Carnot